# Wianka van Dorp

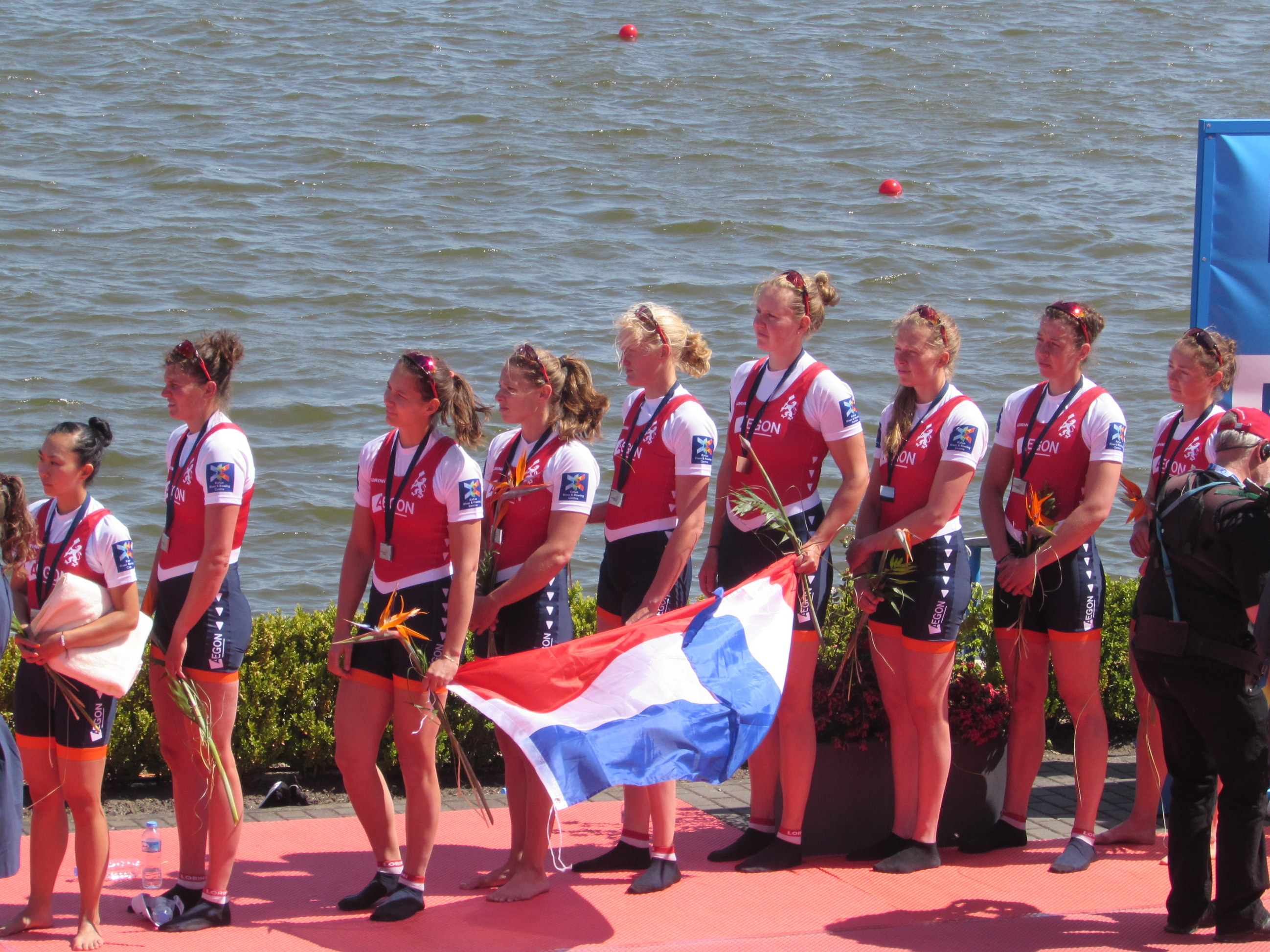
Der niederländische Achter bei der Siegerehrung der Ruder-EM 2016, Wianka van Dorp steht ganz rechts

Wianka van Dorp (* 1. Dezember 1987 in Vlaardingen) ist eine ehemalige niederländische Ruderin.

## Sportliche Karriere
Wianka van Dorp begann 2004 mit dem Rudersport. Bei den U23-Weltmeisterschaften 2008 gewann sie mit dem Vierer ohne Steuerfrau die Silbermedaille, 2009 erhielt sie zusammen mit Olivia van Rooijen die Bronzemedaille im Zweier ohne Steuerfrau. Die beiden traten auch bei den Weltmeisterschaften 2009 im Zweier an, belegten dort aber nur den vierzehnten und vorletzten Platz. 2010 ruderte Wianka van Dorp in zwei Weltcup-Regatten im Achter, bei den Weltmeisterschaften 2010 belegte sie mit Olivia van Rooijen den zehnten und letzten Platz im Zweier. Im Jahr darauf starteten Wianka van Dorp und Olivia van Rooijen zusammen mit Elisabeth Hogerwerf und Femke Dekker im Vierer ohne Steuerfrau und gewannen bei den Weltmeisterschaften 2011 die Bronzemedaille. Für die Olympischen Spiele 2012 versuchten sich van Dorp und van Rooijen im Zweier ohne Steuerfrau zu qualifizieren, schieden aber im Hoffnungslauf der Qualifikationsregatta in Luzern aus. 
2013 wechselte Wianka van Dorp in den Doppelvierer, der in der Besetzung Wianka van Dorp, Sophie Souwer, Lisa Scheenaard und Nicole Beukers bei den Europameisterschaften 2013 die Silbermedaille hinter dem deutschen Boot gewann. 2014 ruderte Wianka van Dorp im Achter, der den vierten Platz bei den Europameisterschaften und den achten Platz bei den Weltmeisterschaften belegte. Nach der Silbermedaille bei den Europameisterschaften 2015 verpasste der niederländische Achter bei den Weltmeisterschaften 2015 mit dem sechsten Platz die direkte Olympiaqualifikation für 2016. In die Olympiasaison 2016 starteten Wianka van Dorp und der niederländische Achter mit dem Gewinn der Silbermedaille bei den Europameisterschaften. Bei der Qualifikationsregatta in Luzern belegte der niederländische Achter kurz darauf den zweiten Platz hinter den Rumäninnen und qualifizierte sich damit als letzter Frauen-Achter für die Olympischen Spiele in Rio de Janeiro. Dort erreichte der niederländische Achter den sechsten Platz.